# Linear (Geologie)
Der Begriff Linear bezeichnet in der Geologie ein durch tektonische Vorgänge entstandenes, linienhaftes Gefüge auf einer natürlichen Gesteinsoberfläche. Lineare treten auf Schicht-, Schieferungs- und Störungsflächen auf. Die meist sehr feinen, parallelen Linien werden nach ihrer Entstehung in verschiedene Typen untergliedert.

## Runzellineare

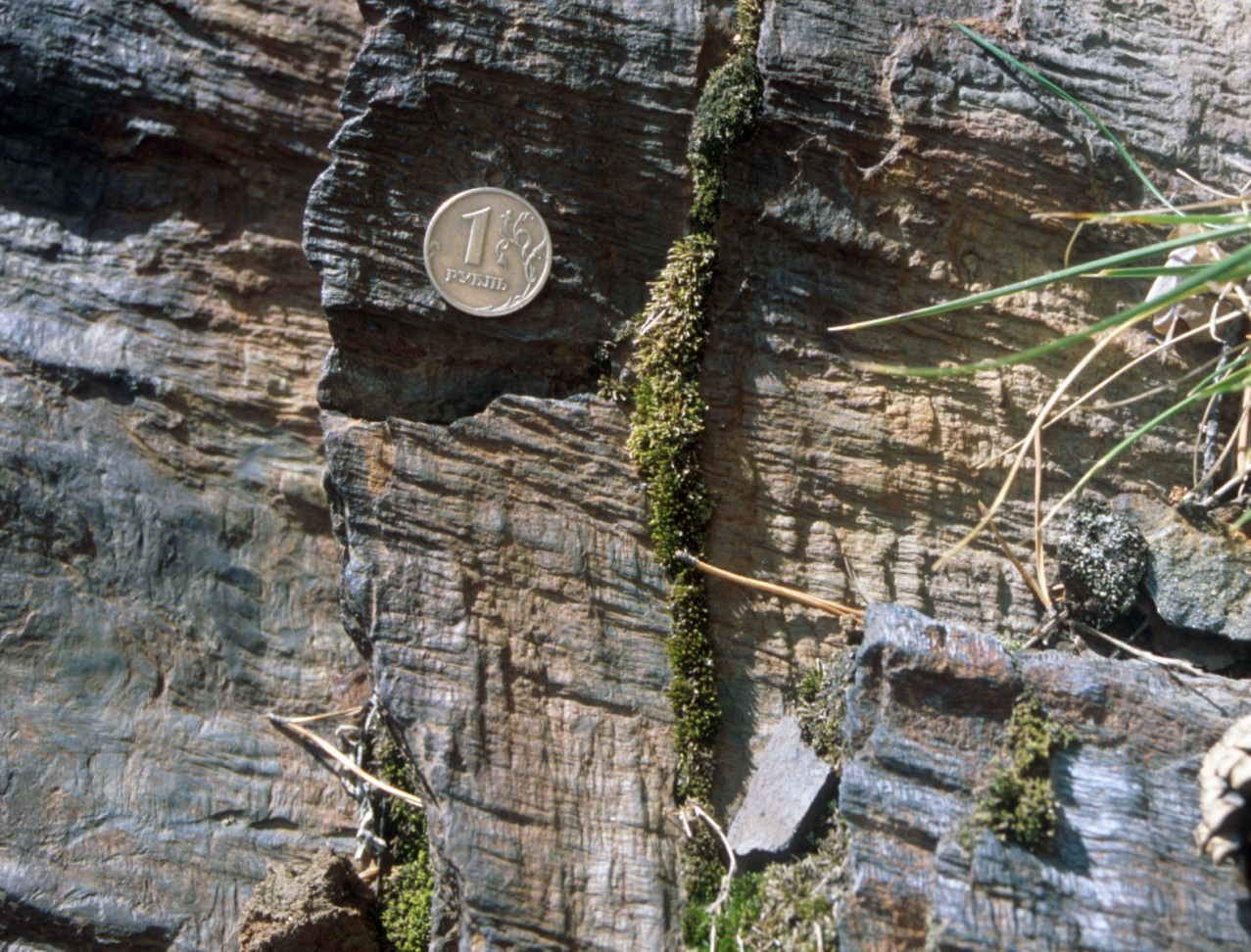
Zwei nahezu senkrecht aufeinander stehende Runzellineare auf einer Schieferungsfläche. Nura-Tal, südlicher Ural.

Runzel- oder auch Krenulationslineare entstehen bei der intensiven Fältelung sehr fein geschichteter Sedimentgesteine oder bei der Fältelung von Schieferflächen. Einzelne Fältchen haben Amplituden von Mikrometern bis zu wenigen Millimetern.

## Verschnittlineare
Verschnittlineare entstehen durch den Verschnitt zweier unterschiedlich orientierter Flächenscharen in einem Gesteinskörper.
Ein für die Analyse des Gebirgsbaus wichtiges Linear wird durch den Verschnitt von Schichtungs- und Schieferungsflächen gebildet. Dieses in der Fachliteratur auch δ-Linear genannte Element ist parallel zu den Faltenachsen orientiert und erlaubt dadurch indirekt die Bestimmung ihrer Raumlage, auch wenn die Achsen nicht für Messungen zugänglich sind.
Ein weiteres häufig auftretendes Linear wird durch den Verschnitt zweier unterschiedlich orientierter Scharen von Schieferungsflächen gebildet. Dieses auch als β-Linear bezeichnete Element zeigt eine mehrphasige tektonische Deformation an.

## Streckunglineare

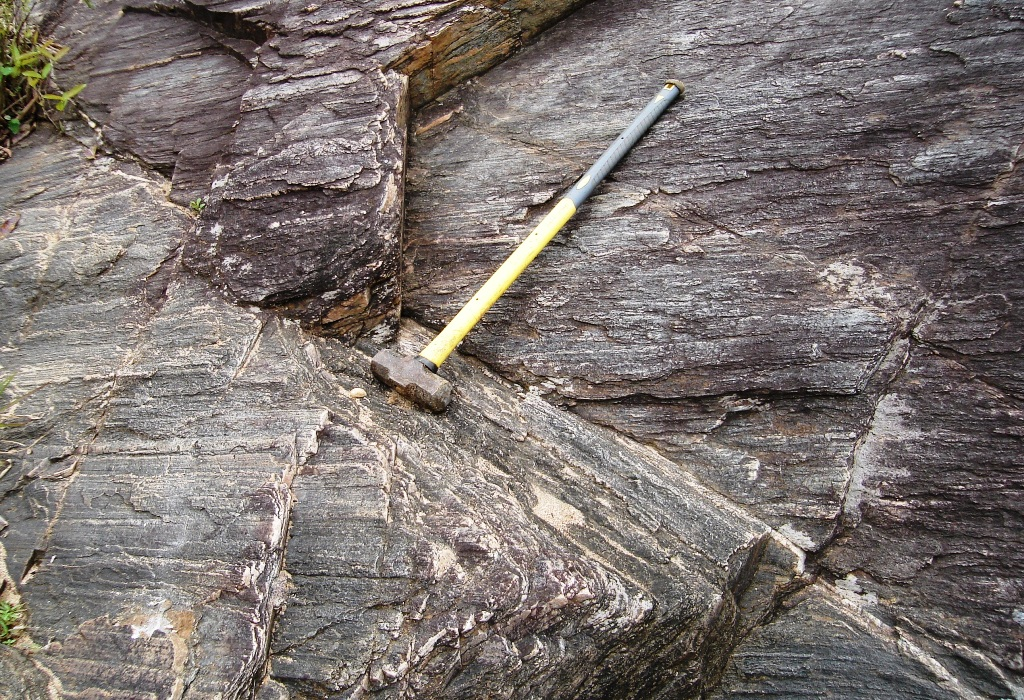
Horizontale Streckungslineare auf mylonitischen Foliationsflächen eines Amphibolits. Aufnahme westlich von Antalaha, Madagaskar.

Streckungslineare entstehen in Scherzonen während der duktilen Deformation in größeren Krustentiefen. Dabei werden ursprünglich isometrische Gesteinsbestandteile wie Gerölle, einzelne Minerale oder Fossilien in Richtung des tektonischen Transportes durch Rekristallisation der Mineralsubstanz gestreckt. Gleichzeitig können auch faserige Minerale in gleicher Richtung neu kristallisieren und zur Bildung zusätzlicher Linien auf einer Gesteinsoberfläche führen.

## Gleitstriemen

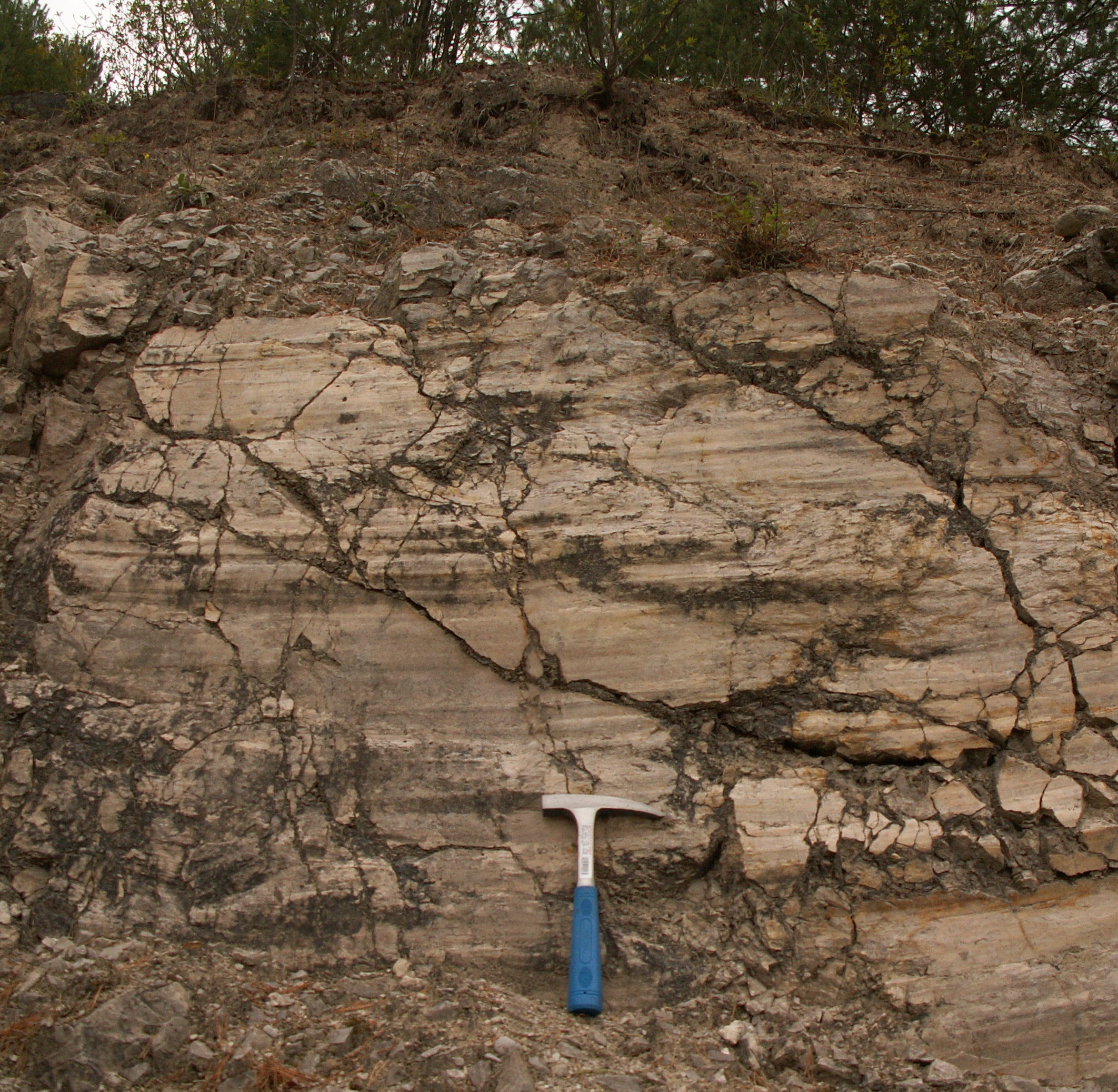
Horizontale Gleitstriemen in einem triassischen Dolomit, Steinbruch in der westlichen Slowakei

Gleitstriemen und Harnische entstehen auf Störungsflächen während der tektonischen Bewegung, in vergleichbarer Weise wie Streckungslineare. Bei Gleitstriemen überwiegt allerdings die mechanisch erzeugte Eintiefung von Rillen auf einer durch das Aneinandergleiten von Gesteinspaketen polierten Oberfläche. Derartige Gleitstriemen können sich bei der Faltung auch auf Schichtflächen bilden. Gleitstriemen treten generell in geringerer Krustentiefe als Streckungslineare auf.
Bei der konzentrischen Biegung einzelner Schichten um ein Faltenscharnier wird der Kern einer Falte stärker gekrümmt als weiter außen liegenden Schichten. Dies wird durch ein Gleiten der außen liegenden Schichten in Richtung auf das Faltenscharnier ausgeglichen.